# Pulvinaria merwei
Pulvinaria merwei är en insektsart som beskrevs av Joubert 1925. Pulvinaria merwei ingår i släktet Pulvinaria och familjen skålsköldlöss. Inga underarter finns listade i Catalogue of Life.